# Anomala separata
Anomala separata är en skalbaggsart som beskrevs av Brancsik 1897. Anomala separata ingår i släktet Anomala och familjen Rutelidae. Inga underarter finns listade i Catalogue of Life.